# Wysszaja liga czempionata SSSR po futbołu (1986)
Rozgrywki radzieckiej wyższej ligi w sezonie 1986 były czterdziestymi ósmymi w historii radzieckiej pierwszej ligi. W rozgrywkach wzięło udział szesnaście drużyn, jednak żadna nie awansowała z drugiej ligi – pierwszą ligę zmniejszono z osiemnastu drużyn. Mistrzowski tytuł po raz 12-ty wywalczyła drużyna Dynama Kijów. Królem strzelców ligi został Aleksandr Borodiuk z Dinama Moskwa, który zdobył 21 goli.

## Drużyny
| Drużyna          | Miasto          | Republika          | Stadion                     | Pojemność | Pozycja w 1985 |
| ---------------- | --------------- | ------------------ | --------------------------- | --------- | -------------- |
| Ararat           | Erywań          | Armeńska SRR       | Stadion Hrazdan             | 55,000    | 13.            |
| Czornomorec      | Odessa          | Ukraińska SRR      | Stadion Centralny w Odessie | 34,000    | 15.            |
| Dinamo           | Moskwa          | Rosyjska FSRR      | Stadion Dinamo              | 36,540    | 14.            |
| Dinamo           | Tbilisi         | Gruzińska SRR      | Stadion Borisa Paiczadze    | 58,000    | 8.             |
| Dnipro           | Dniepropetrowsk | Ukraińska SRR      | Stadion Meteor              | 24,300    | 3.             |
| Dynama           | Mińsk           | Białoruska SRR     | Stadion Dynama Mińsk        | 41,000    | 4.             |
| Dynamo           | Kijów           | Ukraińska SRR      | Stadion Dynamo              | 30,000    | 1.             |
| Kajrat           | Ałma-Ata        | Kazachska SRR      | Stadion Centralny           | 25,000    | 9.             |
| Metalist         | Charków         | Ukraińska SRR      | Stadion Metalist            | 30,000    | 10.            |
| Neftçi           | Baku            | Azerbejdżańska SRR | Stadion Tofika Bachramowa   | 30,000    | 16.            |
| Spartak          | Moskwa          | Rosyjska FSRR      | Łużniki                     | 84,745    | 2.             |
| Szachtar         | Donieck         | Ukraińska SRR      | Stadion Szachtar            | 31,700    | 12.            |
| Torpedo          | Kutaisi         | Gruzińska SRR      | Stadion Giwiego Kiladze     | 19,400    | 11.            |
| Torpedo          | Moskwa          | Rosyjska FSRR      | Łużniki                     | 84,745    | 5.             |
| Zenit Petersburg | Leningrad       | Rosyjska FSRR      | Stadion Pietrowski          | 21,745    | 6.             |
| Žalgiris         | Wilno           | Litewska SRR       | Stadion Žalgiris            | 15,000    | 7.             |

## Tabela końcowa sezonu
| Lp. | Drużyna                | M  | Z  | R  | P  | Bramki | Bramki | Różn. | Pkt | Uwagi                                   |
| --- | ---------------------- | -- | -- | -- | -- | ------ | ------ | ----- | --- | --------------------------------------- |
| 1   | Dynamo Kijów (M)       | 30 | 14 | 11 | 5  | 53     | 33     | +20   | 39  | Puchar Europy • 1/16 finału             |
| 2   | Dinamo Moskwa          | 30 | 14 | 11 | 5  | 46     | 26     | +20   | 38  | Puchar UEFA • 1/32 finału               |
| 3   | Spartak Moskwa         | 30 | 14 | 9  | 7  | 52     | 21     | +31   | 37  | Puchar UEFA • 1/32 finału               |
| 4   | Zenit Leningrad        | 30 | 12 | 9  | 9  | 44     | 36     | +8    | 33  | Puchar UEFA • 1/32 finału               |
| 5   | Dinamo Tbilisi         | 30 | 12 | 9  | 9  | 36     | 36     | 0     | 33  | Puchar UEFA • 1/32 finału               |
| 6   | Szachtar Donieck       | 30 | 11 | 9  | 10 | 40     | 38     | +2    | 31  |                                         |
| 7   | Kajrat Ałmaty          | 30 | 11 | 8  | 11 | 33     | 39     | −6    | 30  |                                         |
| 8   | Žalgiris Wilno         | 30 | 11 | 8  | 11 | 32     | 37     | −5    | 30  |                                         |
| 9   | Torpedo Moskwa         | 30 | 10 | 11 | 9  | 31     | 28     | +3    | 30  |                                         |
| 10  | Dynama Mińsk           | 30 | 10 | 8  | 12 | 37     | 40     | −3    | 28  | Puchar Zdobywców Pucharów • 1/16 finału |
| 11  | Dnipro Dniepropetrowsk | 30 | 8  | 12 | 10 | 41     | 41     | 0     | 26  |                                         |
| 12  | Metalist Charków       | 30 | 9  | 9  | 12 | 21     | 25     | −4    | 27  |                                         |
| 13  | Neftçi PFK             | 30 | 8  | 12 | 10 | 33     | 38     | −5    | 26  |                                         |
| 14  | Ararat Erywań          | 30 | 8  | 10 | 12 | 27     | 44     | −17   | 26  |                                         |
| 15  | Czornomoreć Odessa     | 30 | 8  | 7  | 15 | 29     | 37     | −8    | 23  | Spadek do Pierwoj Ligi                  |
| 16  | Torpedo Kutaisi        | 30 | 5  | 7  | 18 | 24     | 60     | −36   | 17  | Spadek do Pierwoj Ligi                  |

Uwaga: Torpedo Moskwa i Dinamo Moskwa zostały ukarane za przekroczenie dopuszczalnej liczby 10 remisów odjęciem 1 punktu, a Dnipro Dniepropietrowsk i Neftçi Baku – 2.

## Najlepsi strzelcy
źródło: rsssf.com (ang.)
21 goli
- Aleksandr Borodiuk (Dinamo M.)

17 goli
- Ołeh Protasow (Dnipro)
- Siergiej Rodionow (Spartak M.)

13 goli
- Maszałła Achmedow (Neftçi)
- Hieorhij Kandracjeu (Dynama)

12 goli
- Ołeksij Mychajłyczenko (Dynamo K.)
- Ihor Petrow (Szachtar)
- Jurij Sawiczew (Torpedo M.)

10 goli
- Ihor Biełanow (Dynamo K.)
- Rawiz Czelebadze (Dinamo T.)
- Arminas Narbekovas (Žalgiris)
- Jewstafi Pechlewanidi (Kajrat)

## Nagrody
33 najlepszych piłkarzy ligi za sezon 1986:
Bramkarze
1. Rinat Dasajew (Spartak M.)
2. Wiktor Czanow (Dynamo K.)
3. Dmitrij Charin (Torpedo M.)

|  | Prawi obrońcy 1. Wołodymyr Bezsonow (Dynamo K.) 2. Tengiz Sulakwelidze (Dinamo T.) 3. Wiktor Łosiew (Dinamo M.) | Prawi-środkowi obrońcy 1. Aleksandre Cziwadze (Dinamo T.) 2. Serhij Bałtacza (Dynamo K.) 3. Siergiej Prigoda (Torpedo M.) | Lewi-środkowi obrońcy 1. Ołeh Kuzniecow (Dynamo K.) 2. Boris Kuzniecow (Spartak M.) 3. Arvydas Janonis (Žalgiris) | Lewi obrońcy 1. Anatolij Demjanenko (Dynamo K.) 2. Boris Pozdniakow (Spartak M.) 3. Giennadij Morozow (Spartak M.) |

|  | Prawi pomocnicy 1. Iwan Jaremczuk (Dynamo K.) 2. Siarhiej Alejnikau (Dynama) 3. Wadym Jewtuszenko (Dynamo K.) | Prawi-środkowi pomocnicy 1. Wasyl Rac (Dynamo K.) 2. Siarhiej Hocmanau (Dynama) 3. Wasilij Karatajew (Dinamo M.) | Lewi-środkowi pomocnicy 1. Pawło Jakowenko (Dynamo K.) 2. Wagiz Chidijatullin (Spartak M.) 3. Igor Dobrowolski (Dinamo M.) | Lewi pomocnicy 1. Ihor Biełanow (Dynamo K.) 2. Jurij Sawiczew (Torpedo M.) 3. Siergiej Dmitrijew (Zenit) |

|  | Prawi napastnicy 1. Ołeksandr Zawarow (Dynamo K.) 2. Aleksandr Borodiuk (Dinamo M.) 3. Ołeh Protasow (Dnipro) | Lewi napastnicy 1. Ołeh Błochin (Dynamo K.) 2. Siergiej Rodionow (Spartak M.) 3. Maszałła Achmedow (Neftçi) |

| Mistrz ZSRR w sezonie 1986 |
| -------------------------- |
| ZSRR                       |
| Dynamo Kijów 12 tytuł      |